# Fasanviertel

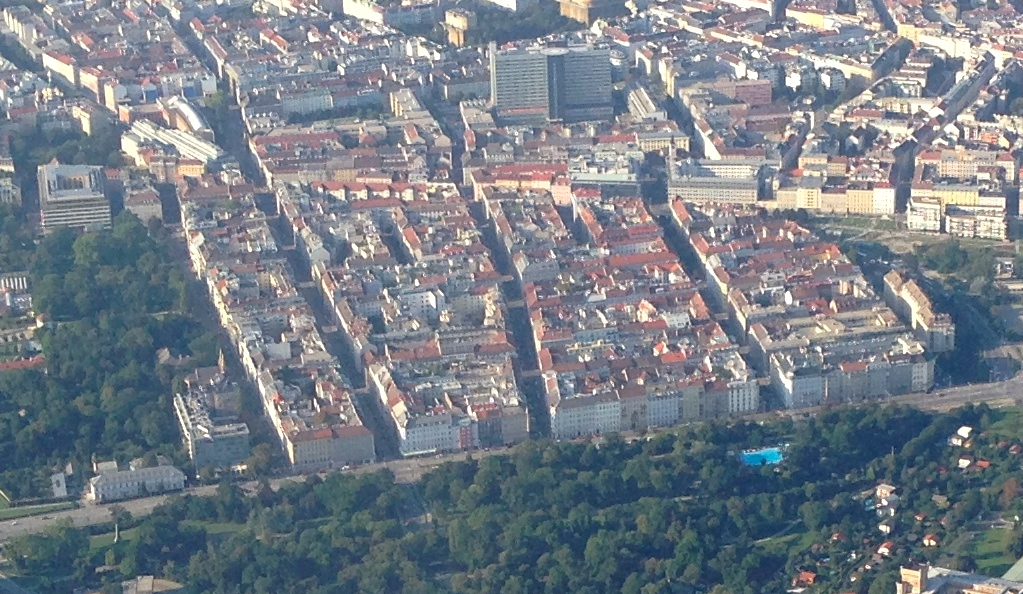
Luftbild des Fasanviertels, Blick von Süden

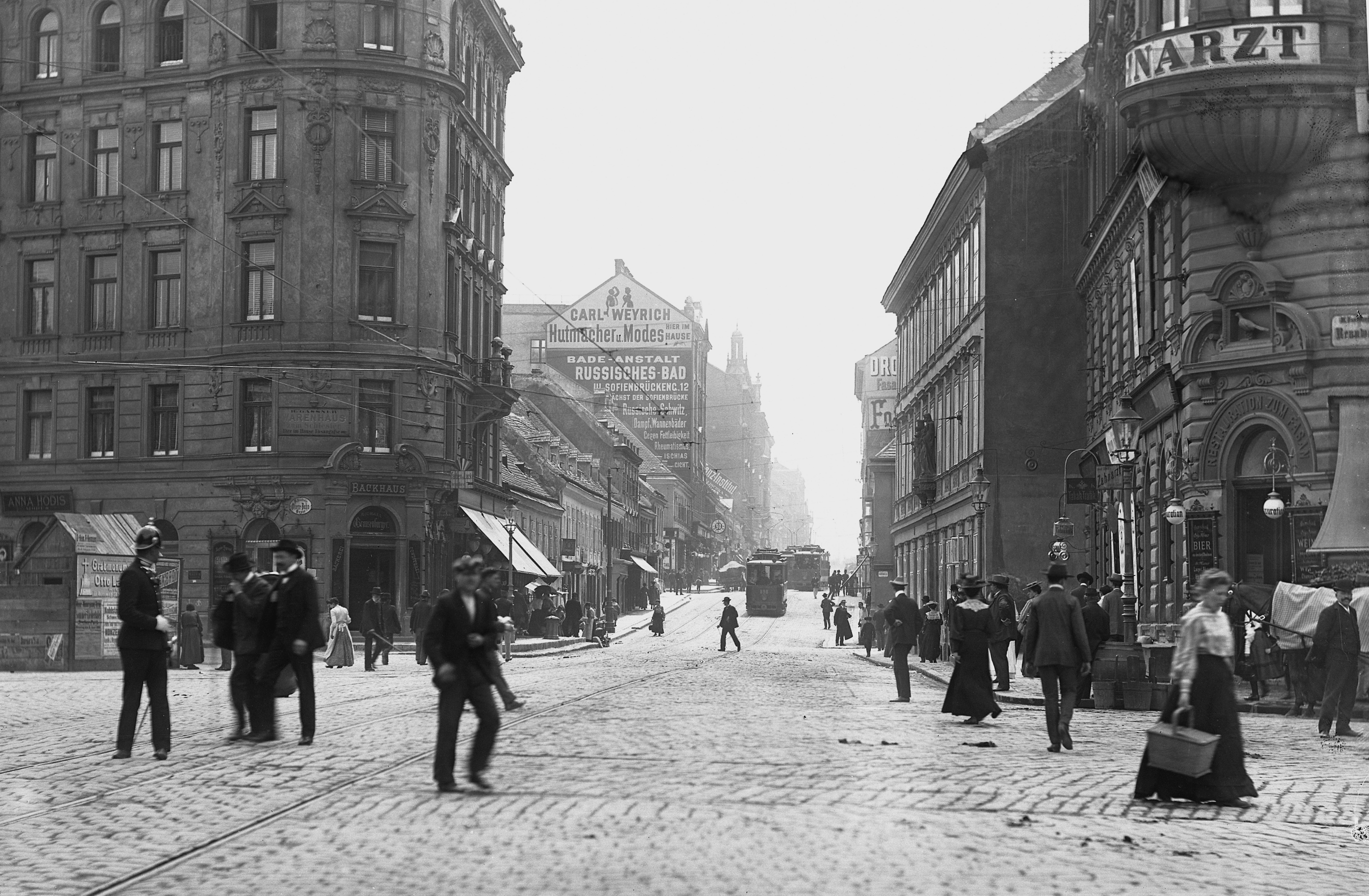
Fasangasse um 1905

Das Fasanviertel ist ein Stadtviertel (Grätzl) im 3. Wiener Gemeindebezirk, der  Landstraße. Das etwa 28 Hektar große Viertel ist zwischen der Jacquingasse im Westen, dem Landstraßer Gürtel im Süden sowie dem Rennweg und der S-Bahn-Stammstrecke (die es halbkreisförmig begrenzt) situiert. Im Laufe der Geschichte befanden sich dort Schlossbauten, aber auch sehr starke Armut. Entlang der Jacquingasse gilt das Viertel auch als beliebte Wohngegend.

## Geschichte
Die Fasangasse (und nach ihr das Fasanviertel) wurde nach dem ehemaligen Bierhaus „Zum Fasandl“ benannt, – wann dies genau geschah, ist aber unbekannt. Bis in die zweite Hälfte des 19. Jahrhunderts war das Gebiet ländlich geprägt und von Feldern durchzogen. Ab 1860 begann die flächendeckende Verbauung des Geländes. Die im Süden gelegene Mohsgasse entstand um 1870, die nördlich gelegene Hegergasse im Jahr 1894.
Das Laveranhaus war seit seiner Fertigstellung 1776 ein Zentrum des späteren Fasanviertels. Benannt war das auf dem Grund eines ehemaligen Klosters errichtete Jagdschloss nach seinem Erbauer, dem Franzosen Laveran.
Um 1880 umfasste das Schlösschen viele weitere Gebäude: In diesen gab es 120 Mietwohnungen, in denen unter anderem die Familie von Leopold Kunschak, dem ersten Nationalratspräsidenten nach 1945, lebte. Die Anlage war damals im Besitz der Familie Kölbl. Nach ihr ist noch heute die Kölblgasse benannt. 1900 wurde der Altbestand abgerissen; heute befinden sich dort die Keil- und die Hegergasse.
Fürstin Pauline Metternich-Sandor lebte ab 1895 in der Fasangasse 26 in einem von den Architekten Bauqué und Pio entworfenen Palais. Es wurde im Zweiten Weltkrieg komplett zerstört.

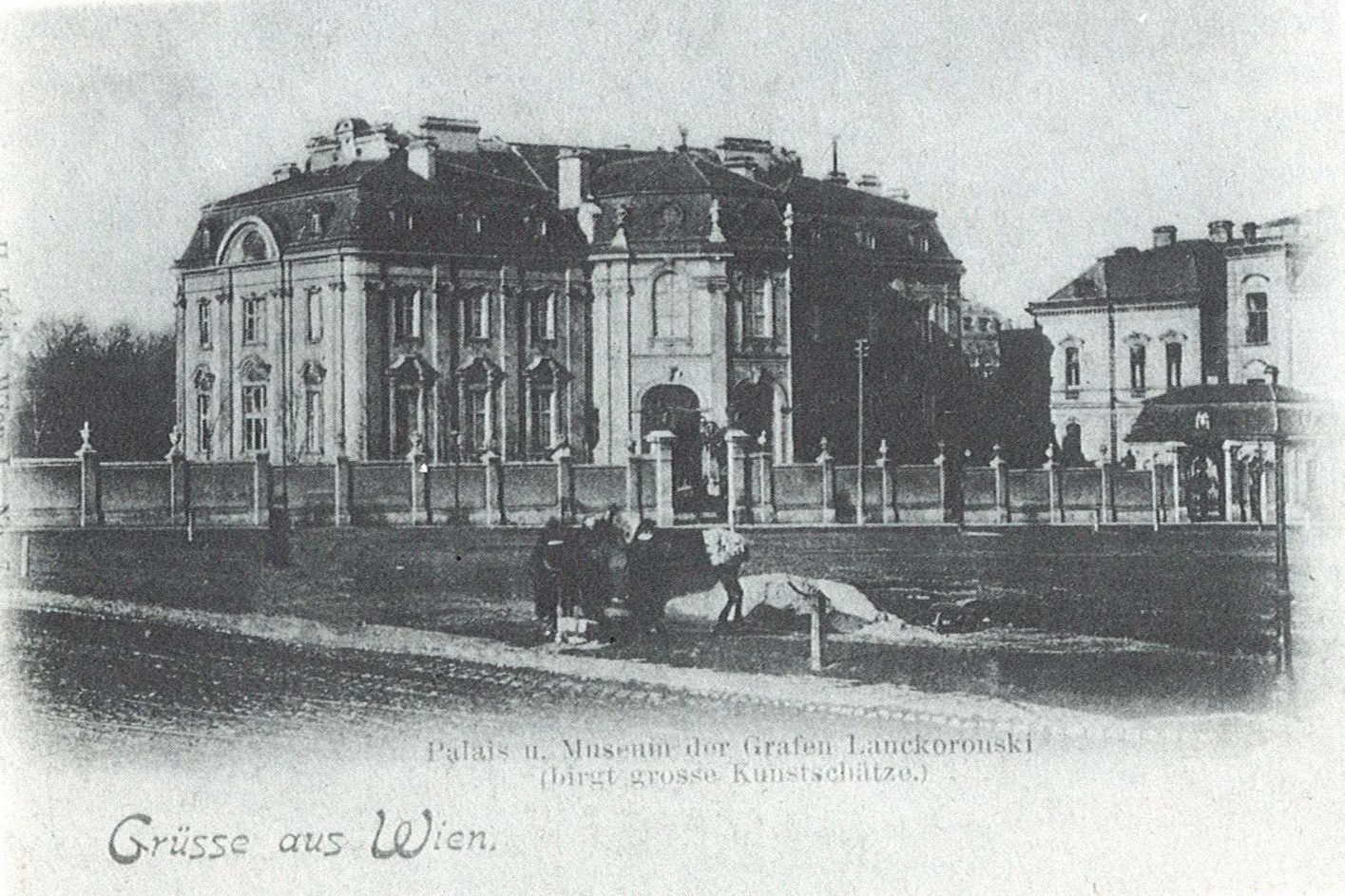
Palais Lanckoroński im Jahr 1896

In der Jacquingasse 18 entstand 1895 im Auftrag des Kunstmäzens Karl Graf Lanckoroński-Brzezie ein vom Büro Fellner & Helmer erbautes fürstliches Palais. In diesem befand sich eine umfangreiche Kunstsammlung, die für Besucher zugänglich war. Die Sammlung wurde 1938 durch die Schutzstaffel der NSDAP (SS) beschlagnahmt und zum Teil zerstört. Graf Lanckoroński erlebte die Beschlagnahme nicht mehr, er verstarb 1933. Das Palais wurde nach dem Krieg abgerissen.
Im Haus Fasangasse 30 lebten der Journalist Karl Hans Sailer sowie der Gewerkschafter und spätere Präsident der Arbeiterkammer Karl Mantler. Das Haus wurde gegen Ende des Zweiten Weltkrieges zerstört.

## Bauwerke

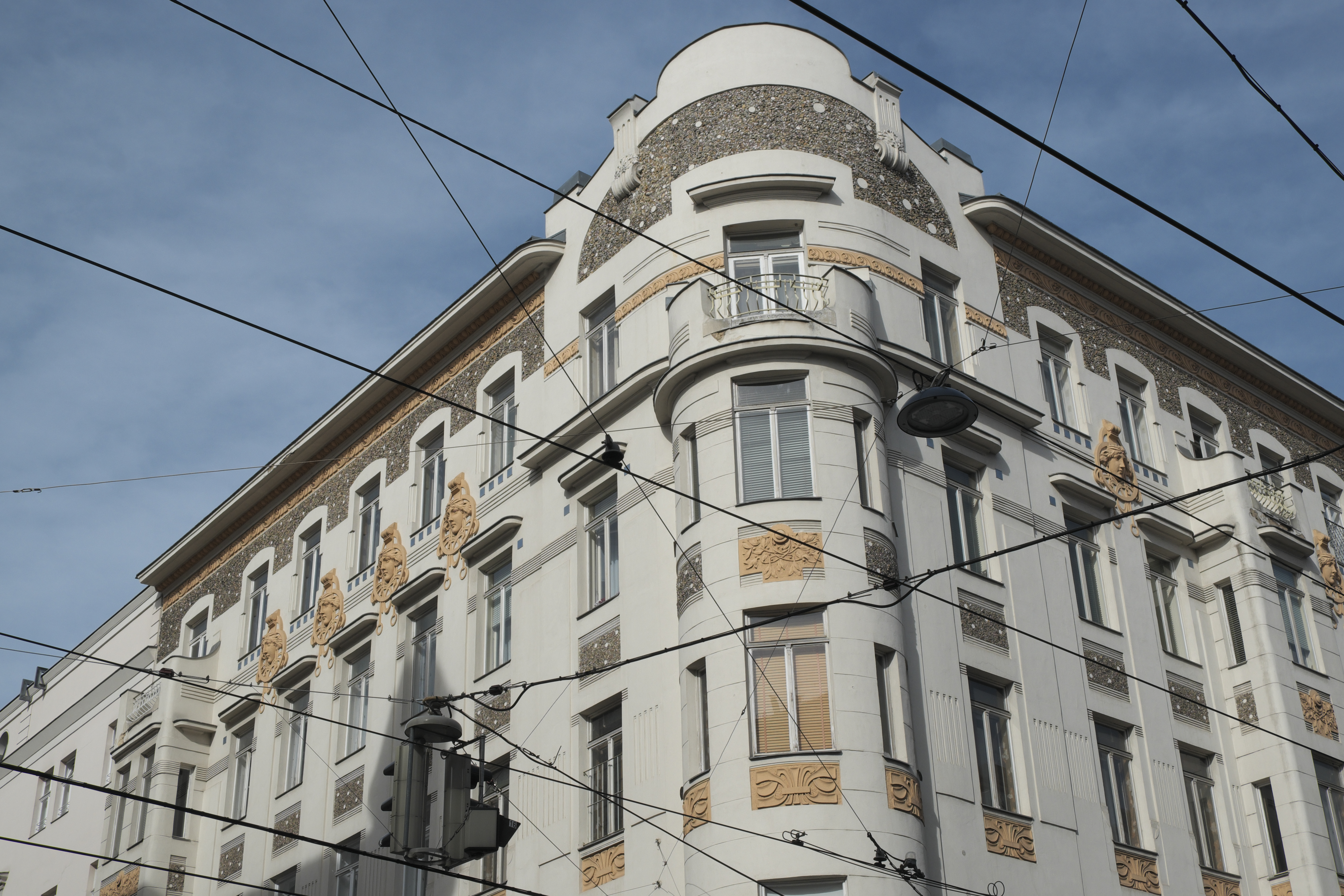
Mohsgasse 3/Fasangasse 40

Einige Gebäude im Fasanviertel sind Teil der von der Stadt Wien definierten baulichen Schutzzone Rennweg, diese Objekte befinden sich vor allem in Fasan- und Jacquingasse.
2021 wurde weiters eine Schutzzone Fasanviertel festgelegt, deren Gebäude sich vor allem in der Hohlweg- und Kleistgasse befinden.
Allerdings hatte das Viertel (nicht zuletzt durch seine Nähe zum Südbahnhof) stark unter Kriegszerstörungen zu leiden, der Anteil von Nachkriegsbauten ist daher relativ hoch, so dass sich kein größeres Ensemble älterer Bauten mehr findet.

### Fasangasse
Die Fasangasse ist die direkte Fortsetzung der Ungargasse, bei der Kreuzung mit dem Rennweg und der hier unterirdisch verlaufenden Bahn bildet sich ein kleiner Platz aus, der Fasanplatz heißt. In unmittelbarer Nähe befindet sich die Haltestelle Wien Rennweg. Die Gasse wurde kurz vor 1800 angelegt und in der ersten Hälfte des 19. Jahrhunderts sukzessive bis zum Linienwall verlängert. Sie war Ausgangspunkt für die weitere Entwicklung des ganzen Viertels.
Fasangasse 4 / Mechelgasse 9 ist die Marienanstalt, eine katholische Privatschule, die heute vom Gymnasium Sacre Cœur als Handelsakademie betrieben wird. Ein auffälliges Element ist die ins Gebäude integrierte Kapelle in Renaissanceformen. Eine Gedenktafel erinnert an die Kongregation der Töchter der göttlichen Liebe, die an dieser Stelle ihr erstes Kloster betrieb. Der heutige Bau stammt aus dem Jahr 1908.
Üppigen Fassadendekor in barockisierenden Formen weist das um 1890 entstandene späthistoristische Haus Nr. 8 auf.
Das 1900 von Max Gottlieb entworfene Jugendstilgebäude Fasangasse 12 hat Fassadendekor, der an Otto Wagners Stadtbahnstationen erinnert. (etwa auch das Lorbeerkranz-Motiv der Stadtbahngeländer).
Ein weiteres, sehr auffälliges Jugendstilgebäude mit abgerundeter Ecke ist Mohsgasse 3 / Fasangasse 40, von Otto Moritz Kuntschik entworfen und 1904 erbaut. Achleitner nannte es „eindrucksvoll“, der Dekor wirkte auf ihn aber wie eine Collage aus vorfabrizierten Elementen.
Die genossenschaftliche Wohnhausanlage Ignaz-Seipel--Hof auf Nr. 39–41 stammt von Erich Franz Leischner aus den Jahren 1934/35.
Fasangasse 42 / Mohsgasse 4a bildet mit Mohsgasse 2 und 4 eine Einheit und wurde 1906 von Franz Schlögl erbaut. Die Ecken sind durch Türmchen akzentuiert.

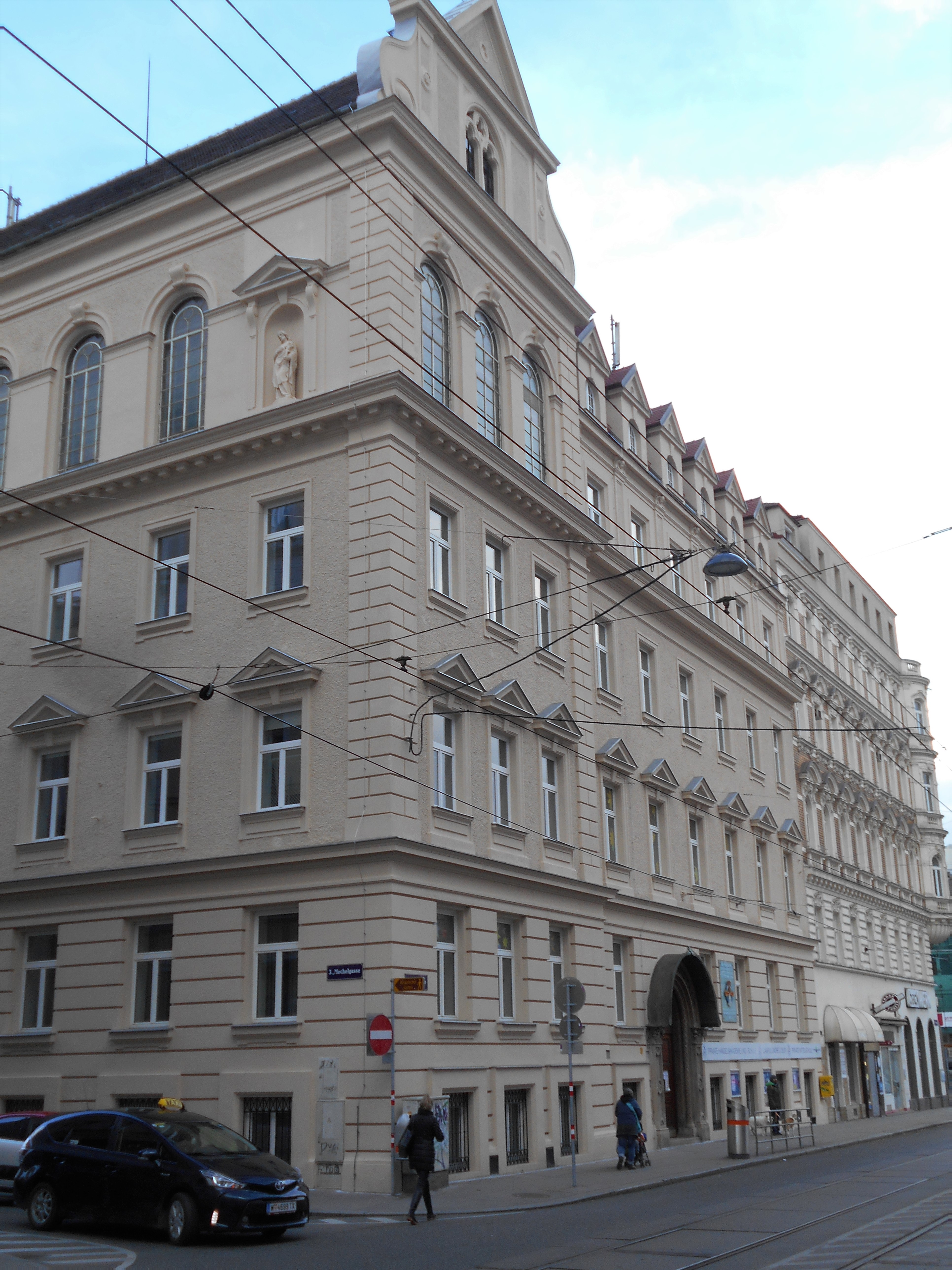
Die Marienanstalt
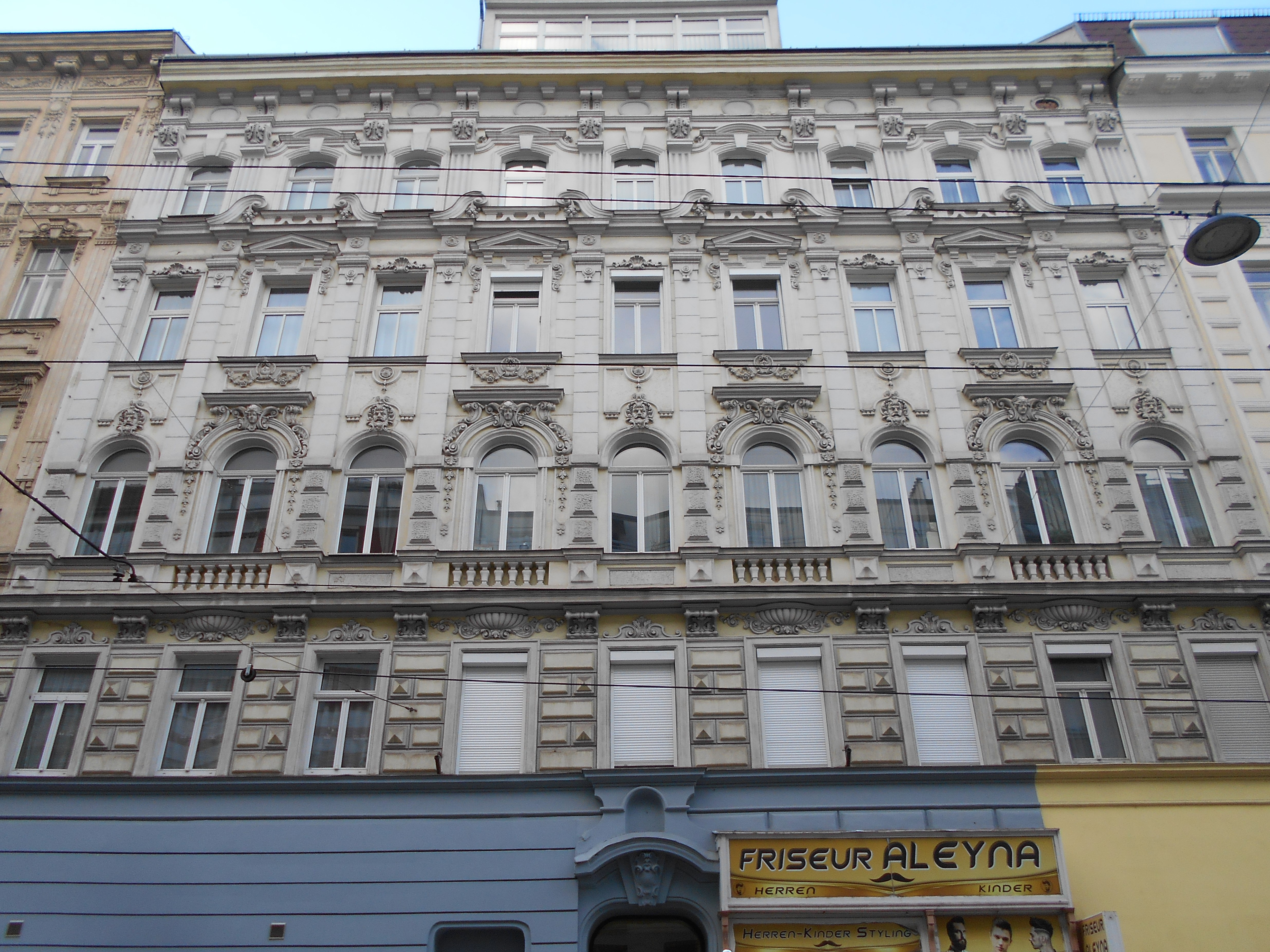
Nr. 8
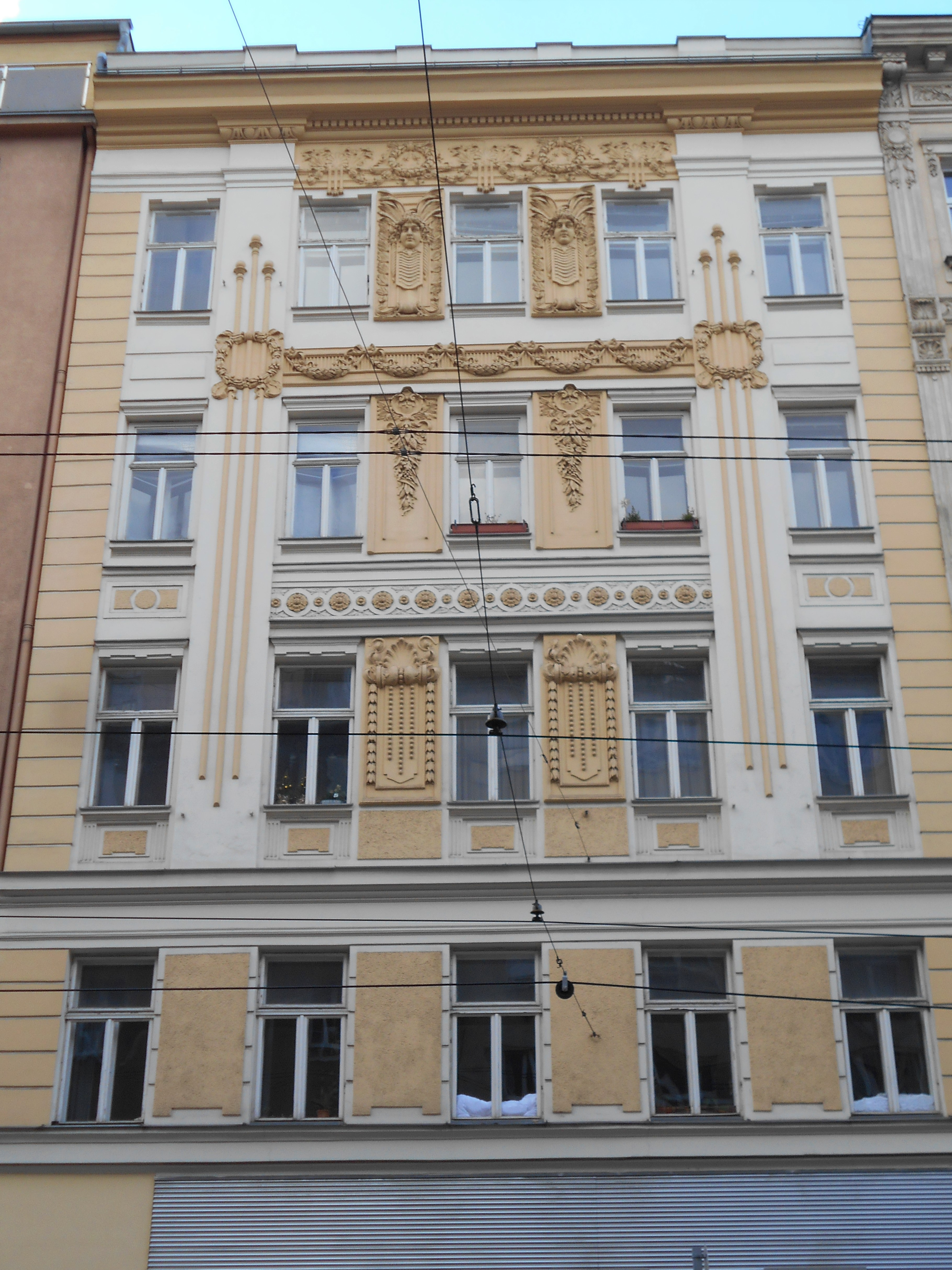
Nr. 12

### Jacquingasse
Die in den 1880er Jahren angelegte Jacquingasse existierte schon im 18. Jahrhundert als Weg am Rand der barocken Gärten, ihr heutiger Verlauf wird durch die Mauer zum Botanischen Garten der Universität Wien bestimmt, einen Eingang gibt es auf Höhe Gerlgasse.
In diese Mauer sind die Gebäude der Muttergotteskirche und der damit verbundenen Kongregation der Töchter der göttlichen Liebe eingepasst. Die Kirche mit der neoromanischen Zweiturmfassade und das Kloster wurden 1891 von Richard Jordan erbaut.
Hinter dieser Mauer befindet sich auch das Richard-Strauss-Schlössl (Nr. 8–10), das dem Komponisten von der Stadt Wien geschenkt wurde. Es ist in konservativen Formen gehalten und weist barockisierende Fensterrahmungen auf. Erbaut wurde es von Michael Rosenauer 1924. Heute fungiert es als Residenz des Niederländischen Botschafters.
Auf Nr. 33 befindet sich ein Miethaus aus dem Jahr 1900 von Kupka & Orglmeister, aus demselben Jahr stammt das Gebäude von Friedrich Schön auf Nr. 41. Das Haus Nr. 43 weist Neo-Rokokoformen auf und wurde 1894 von Karl König erbaut. Das Haus Nr. 55 dessen Fasse mit eingezogenen Balkonen gegliedert ist, stammt von Ernst Epstein aus dem Jahr 1930. Achleitner nannte es eine einerseits „sehr kühne, andererseits wiederum eher konventionelle Fassade.“
An der Stelle des alten Palais Lanckoroński (Jacquingasse 18 / Landstraßer Gürtel 5) befindet sich seit 1962 ein Gebäude von Georg Lippert. Ursprünglich als Bürogebäude errichtet, dient es nunmehr als Hotel. Es war das erste Bauwerk Wiens mit Vorhangfassade (Curtain wall).

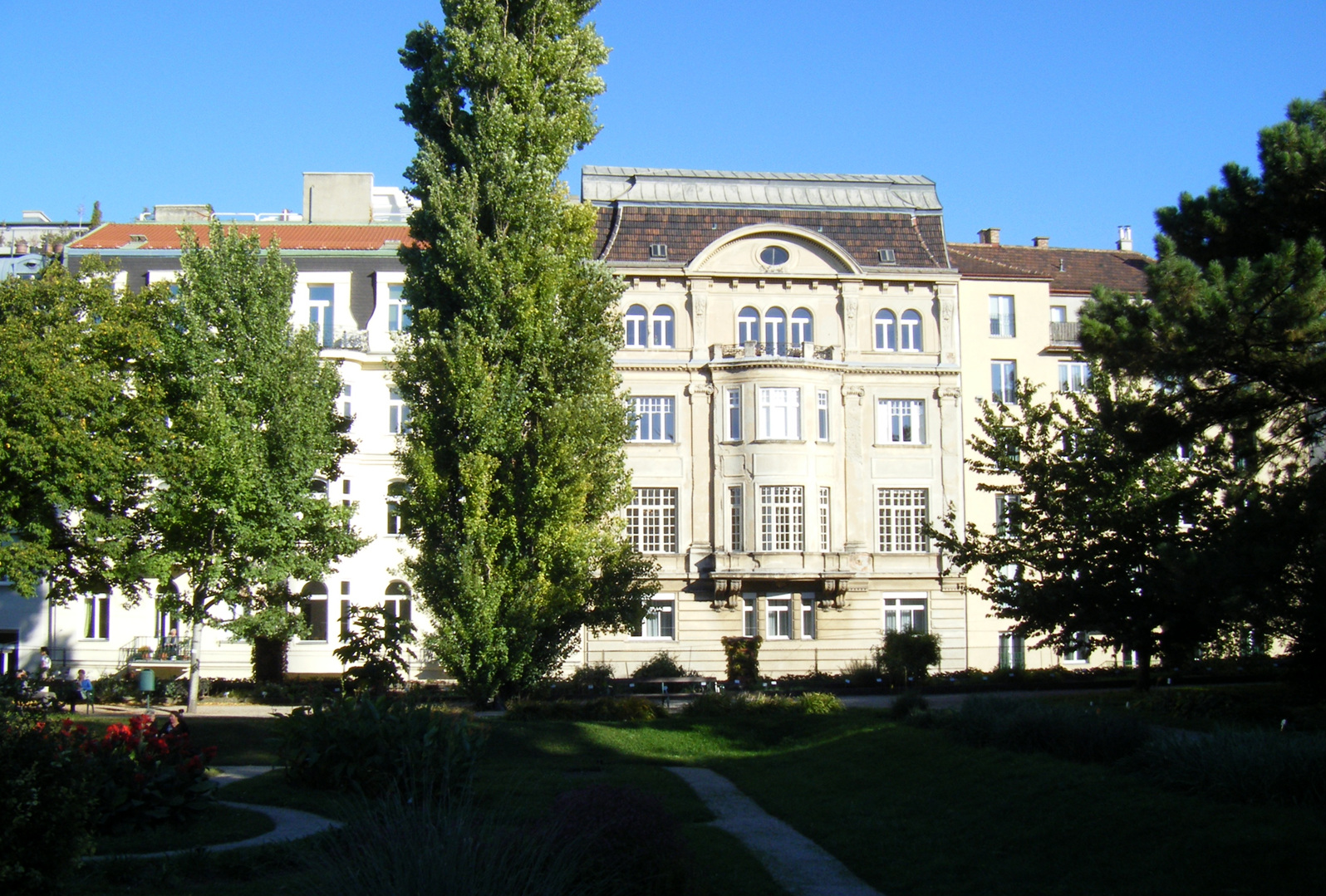
Die Jacquingasse vom Botanischen Garten aus gesehen, vorne rechts Nr. 33
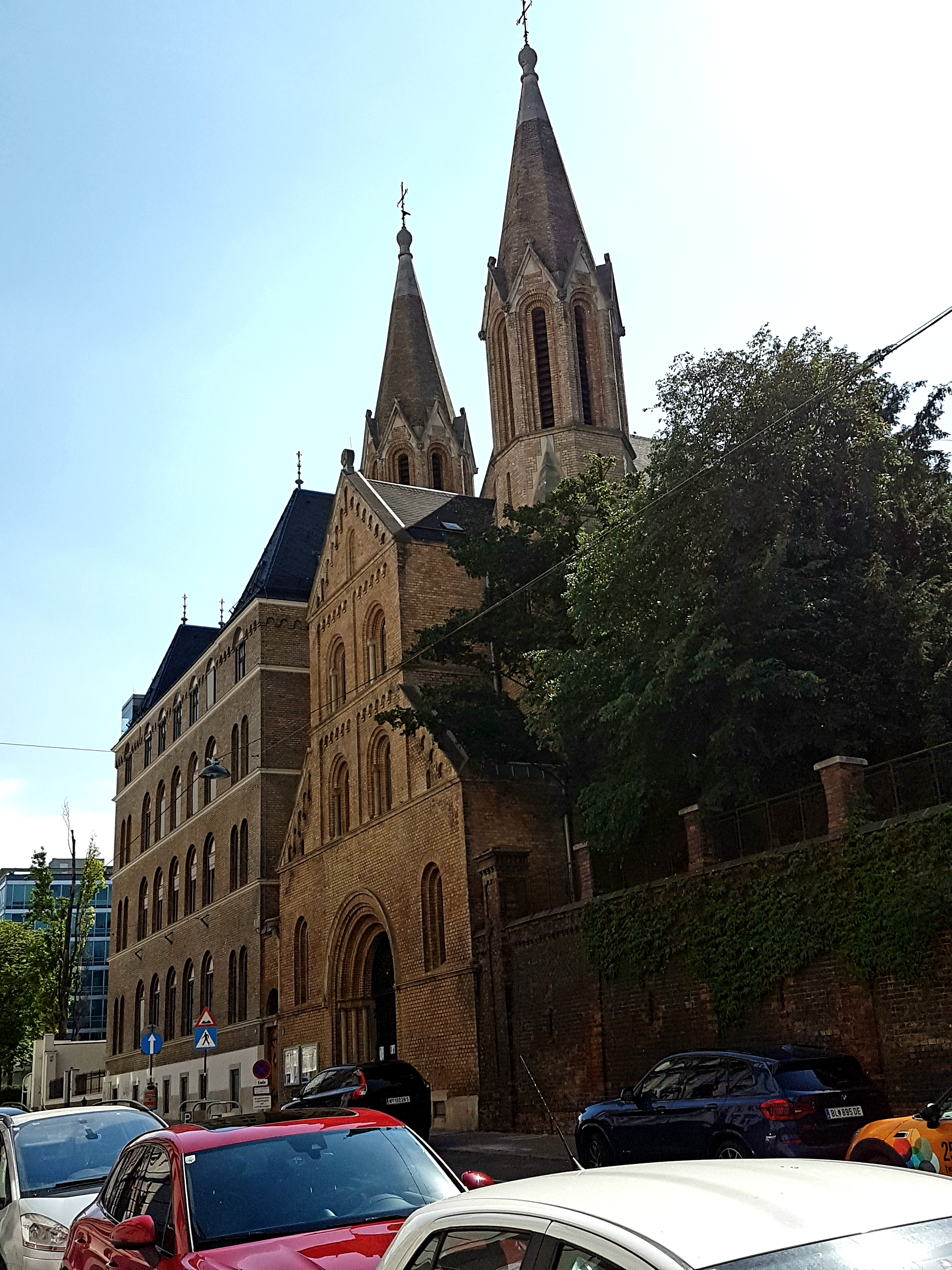
Muttergotteskirche und Kloster der Töchter der göttlichen Liebe
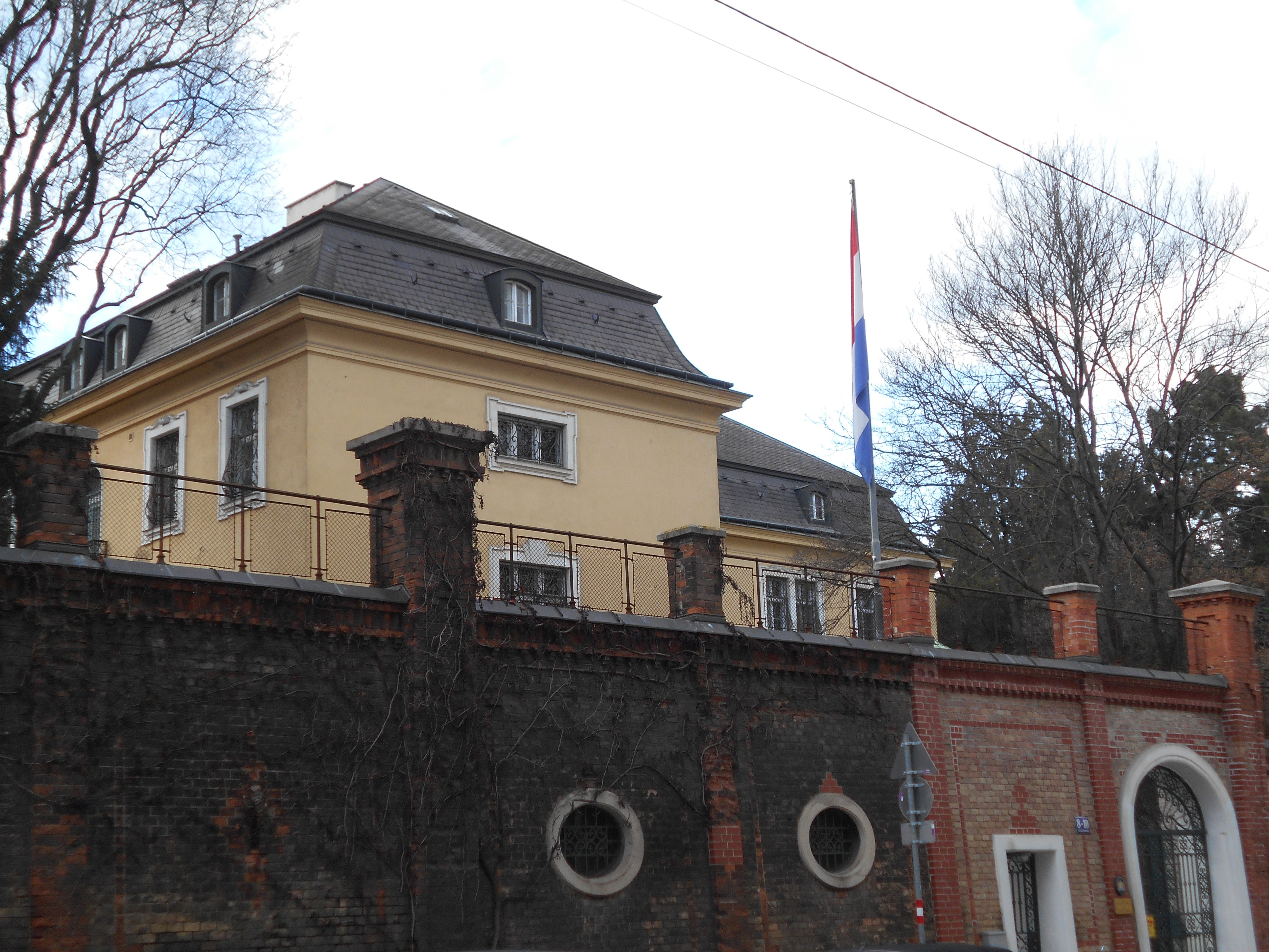
Strauss-Schlössl
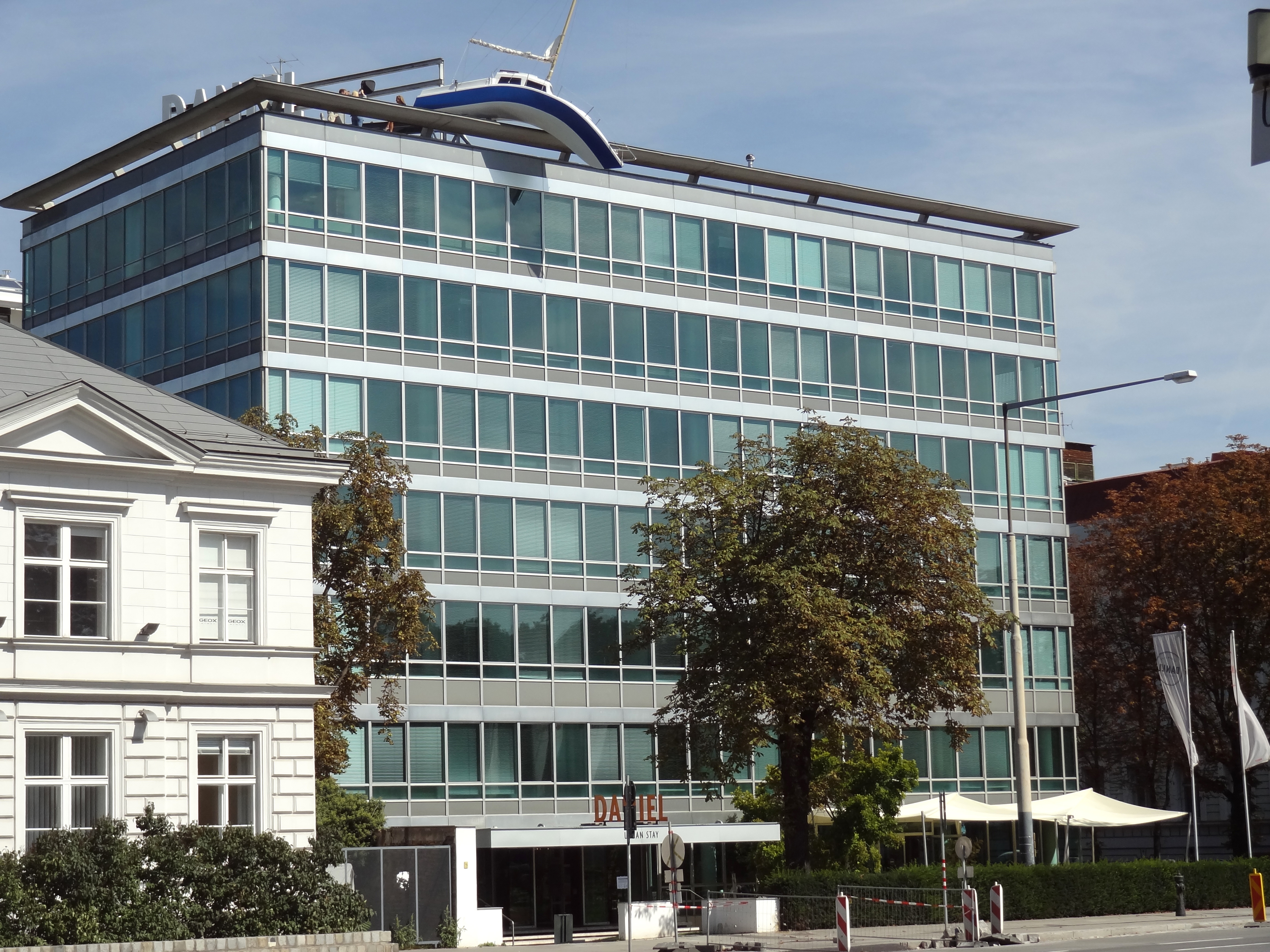
Hotel Daniel (Jacquingasse 18) vom Gürtel aus gesehen

### Sonstige Gassen
Gassenzüge, die noch am ehesten von der ursprünglichen Bebauung durch späthistoristische Zinshäuser geprägt sind, sind die Kölblgasse zwischen ihren Hausnummern 18 und 24 sowie die Hohlweggasse im Zehnerbereich und zwischen 38 und 42. Einige secessionistisch dekorierte Schmiedeeisentore sind noch erhalten. An der Oberen Bahngasse befinden sich fünf Zinshäuser mit secessionistischem Dekor (18 bis 22 sowie 24 und 26), Nr. 18 und Nr. 22 haben repräsentative Lösungen für die spitzwinkeligen Ecken des Häuserblocks (ebenso wie die dritte Ecke, Kleistgasse 7). Die Keilgasse wurde 1909 angelegt und bis 1913 einheitlich mit fünfgeschoßigen Gebäuden mit jeweils einem Erker an der Fassade angelegt, erhalten sind noch die Häuser 9 bis 13, teilweise sind auch hier noch Schmiedeeisentore erhalten.
Das Schulgebäude Kölblgasse 23 / Kleistgasse 12 / Hegergasse 20 stammt aus dem Jahr 1905.
Hohlweggasse 30 von Ernst Epstein stammt aus dem Jahr 1914. Es ist ein dreigeschoßiger Neo-Empire-Bau mit kannelierten Riesenpilastern und Bay windows.
Die wichtigste und größte Gemeindebauanlage der Zwischenkriegszeit im Fasanviertel ist der Unger-Hof (Obere Bahngasse 4–8 / Gerlgasse 9–13), der 1933 von Otto Moritz Kuntschik erbaut wurde. Zwei kleinere kommunale Bauten befinden sich in der Khunngasse: Nr. 6–8 aus dem Jahr 1928 von Josef Beer und Nr. 20 aus dem Jahr 1929 von Rudolf Scherer.
Das repräsentativste Beispiel der Nachkriegsverbauung ist die aus dem Jahr 1954 stammende Gemeindebauanlage Josef-Illedits-Hof mit ihrer langen Front zur Bahn (Kärchergasse 3–13). Die Anlage weist zwei Reliefs auf, beide aus dem Jahr 1952: Ruhende Frau über dem Eingangsportal (Marijan Matijević) und Heimkehrender Arbeiter (Robert Ullmann).
Gerlgasse 20 ist eine späte Arbeit von Siegfried Theiss und Hans Jaksch aus dem Jahr 1954. Das Gebäude hat eine abgerundete Ecke und französische Fenster.
Der Gemeindebau Gerlgasse 12–14 weist zwei Sgraffiti auf, die beide den Titel Versorgung der Stadt tragen (Bau und Kunstwerke stammen aus dem Jahr 1953): Richtung Hohlweggasse von Franz Elsner und Richtung Keilgasse von Bartholomäus Stefferl. Auf die Straßenbenennung Mohsgasse nimmt ein Keramikmosaik auf Nr. 15 / Hohlweggasse 31 Bezug, es zeigt Friedrich Mohs und eine schematische Darstellung seiner Härteskala. Es stammt von Alfred Kirchner aus dem Jahr 1967. Ein Sandsteinrelief Bäuerin mit Jäger von Ernst Wenzelis befindet sich an der Ecke des 1955 erbauten Hauses Hohlweggasse 25 / Khunngasse 1.

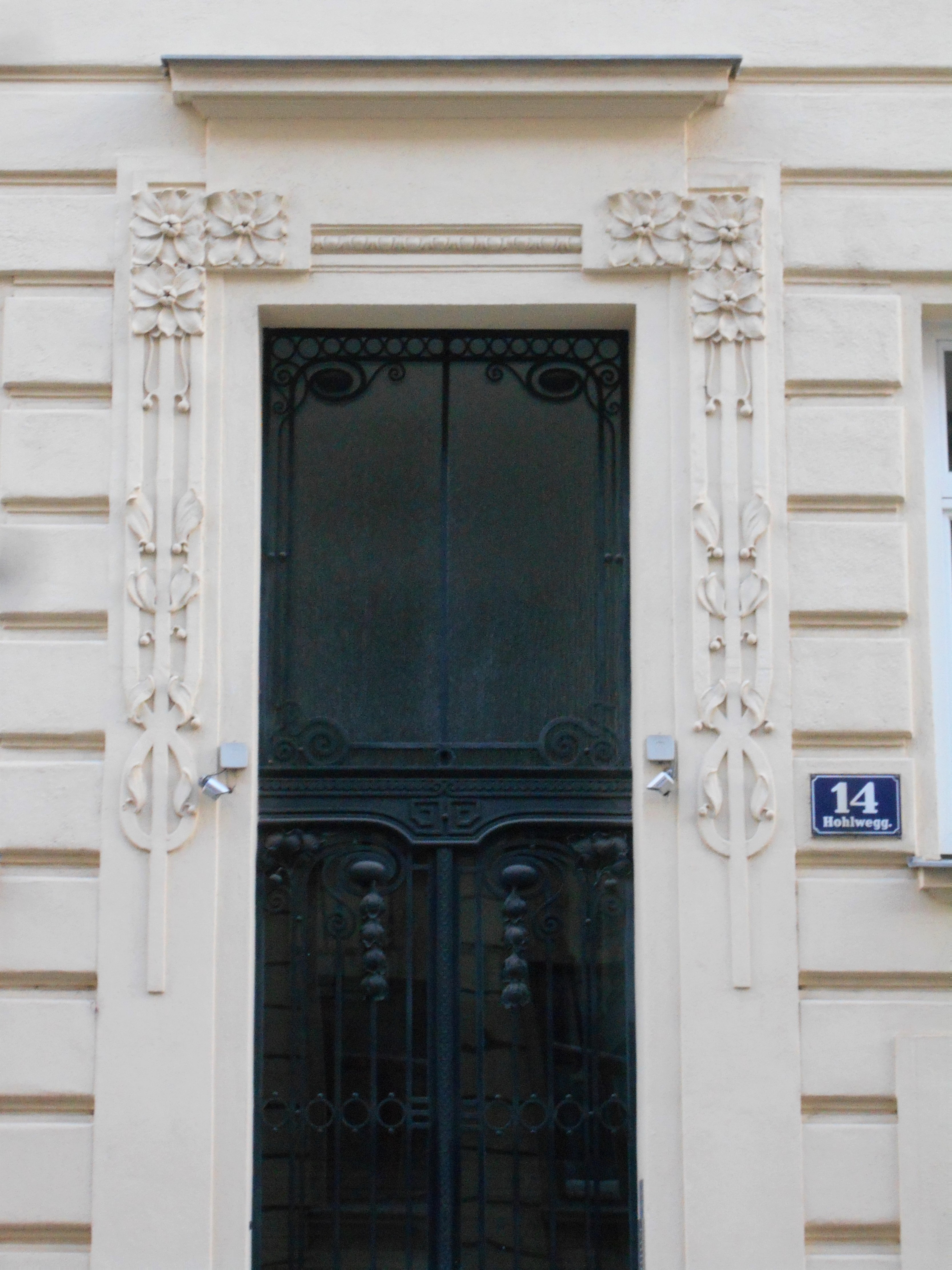
Secessionistisches Eingangstor zum Haus Hohlweggasse 14
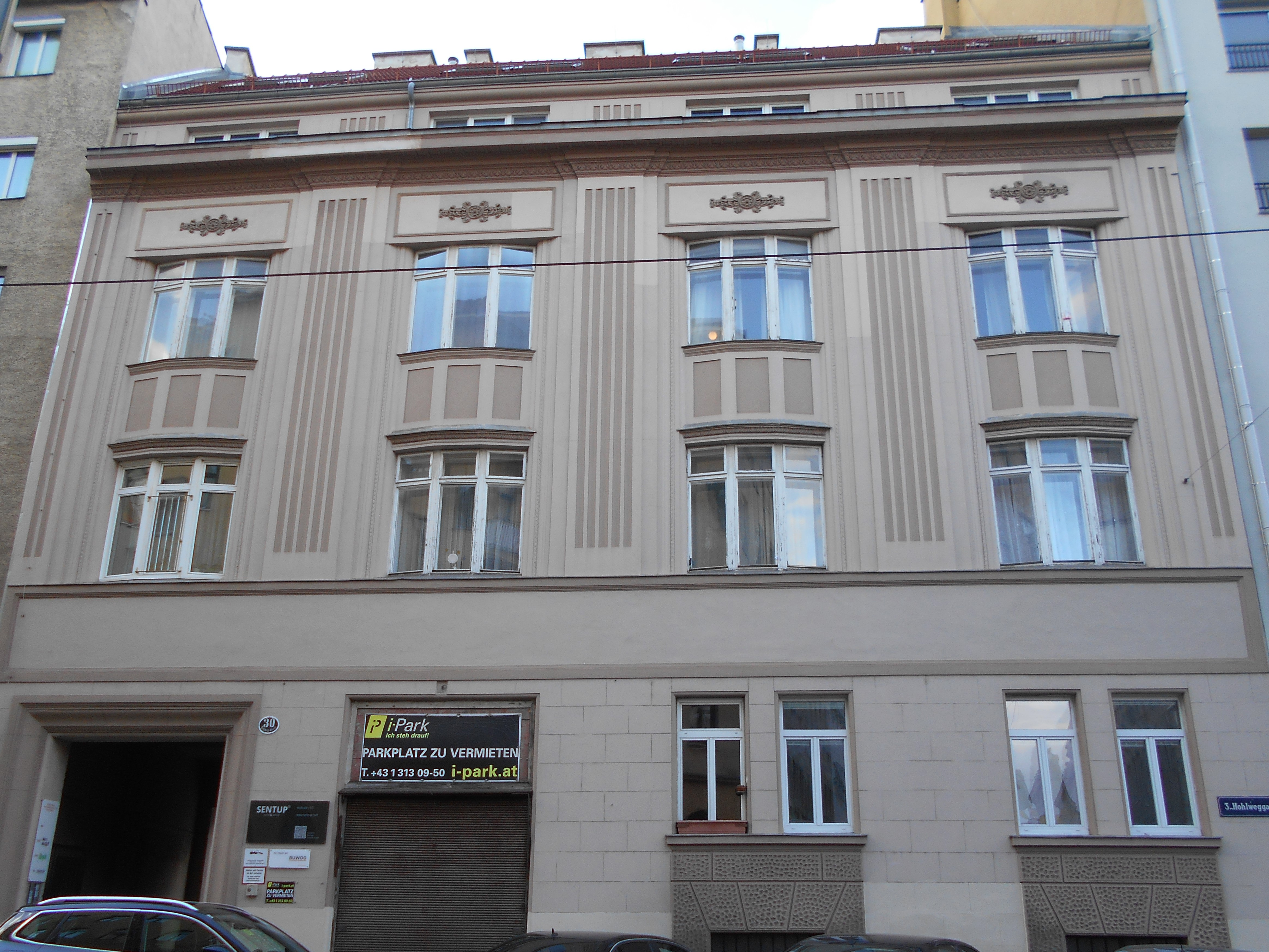
Haus Hohlweggasse 30
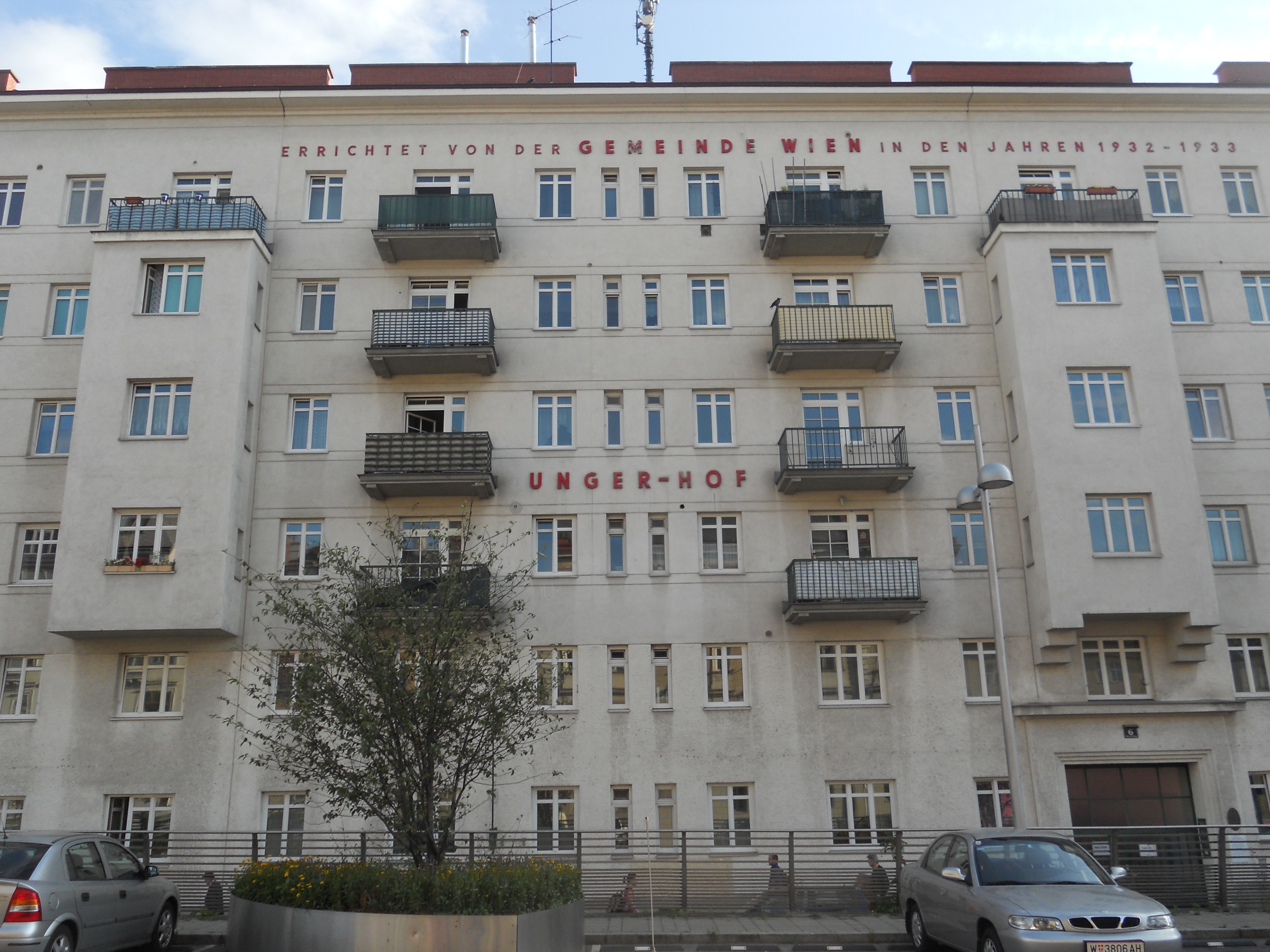
Ungerhof
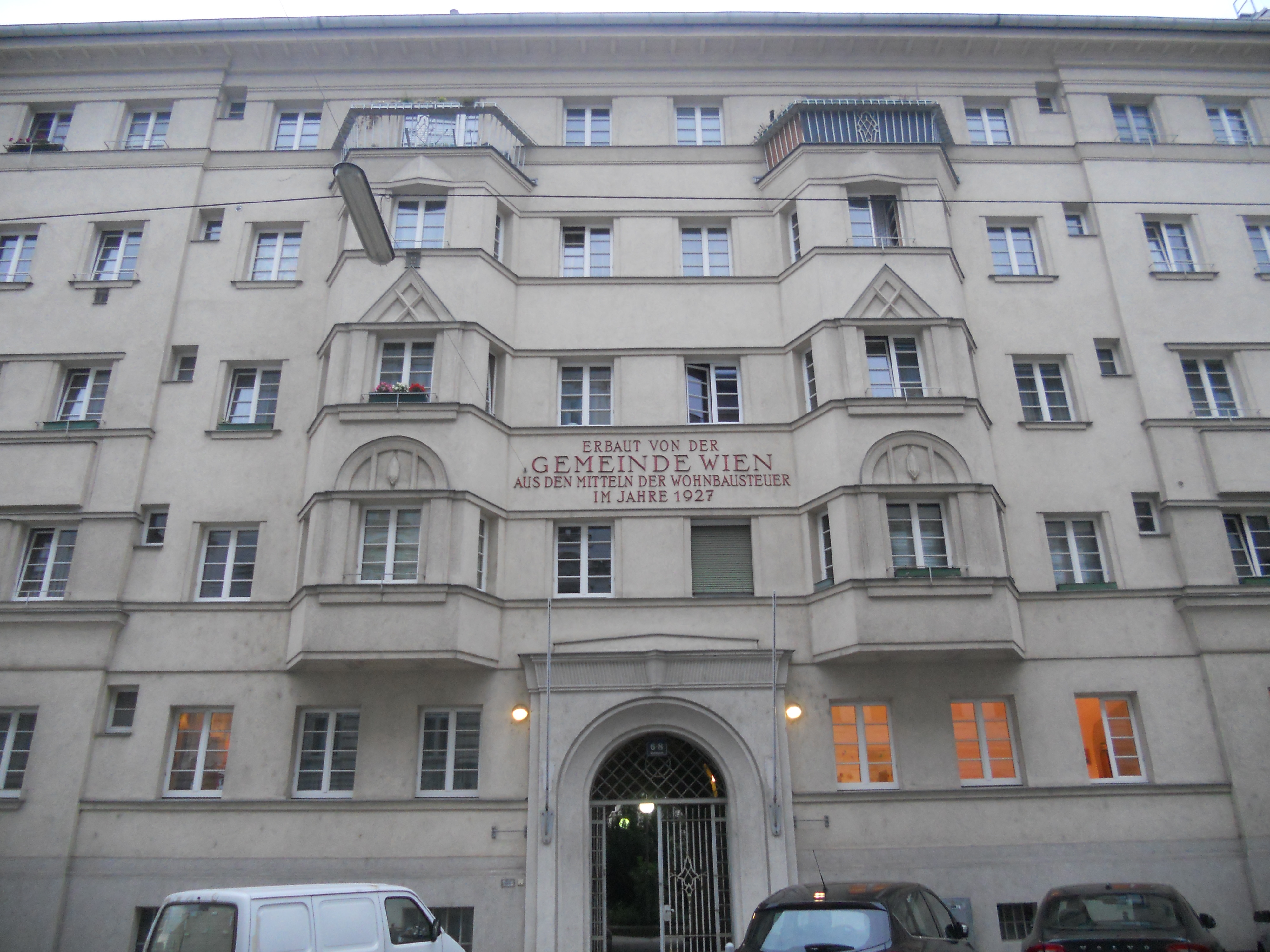
Khunngasse 8
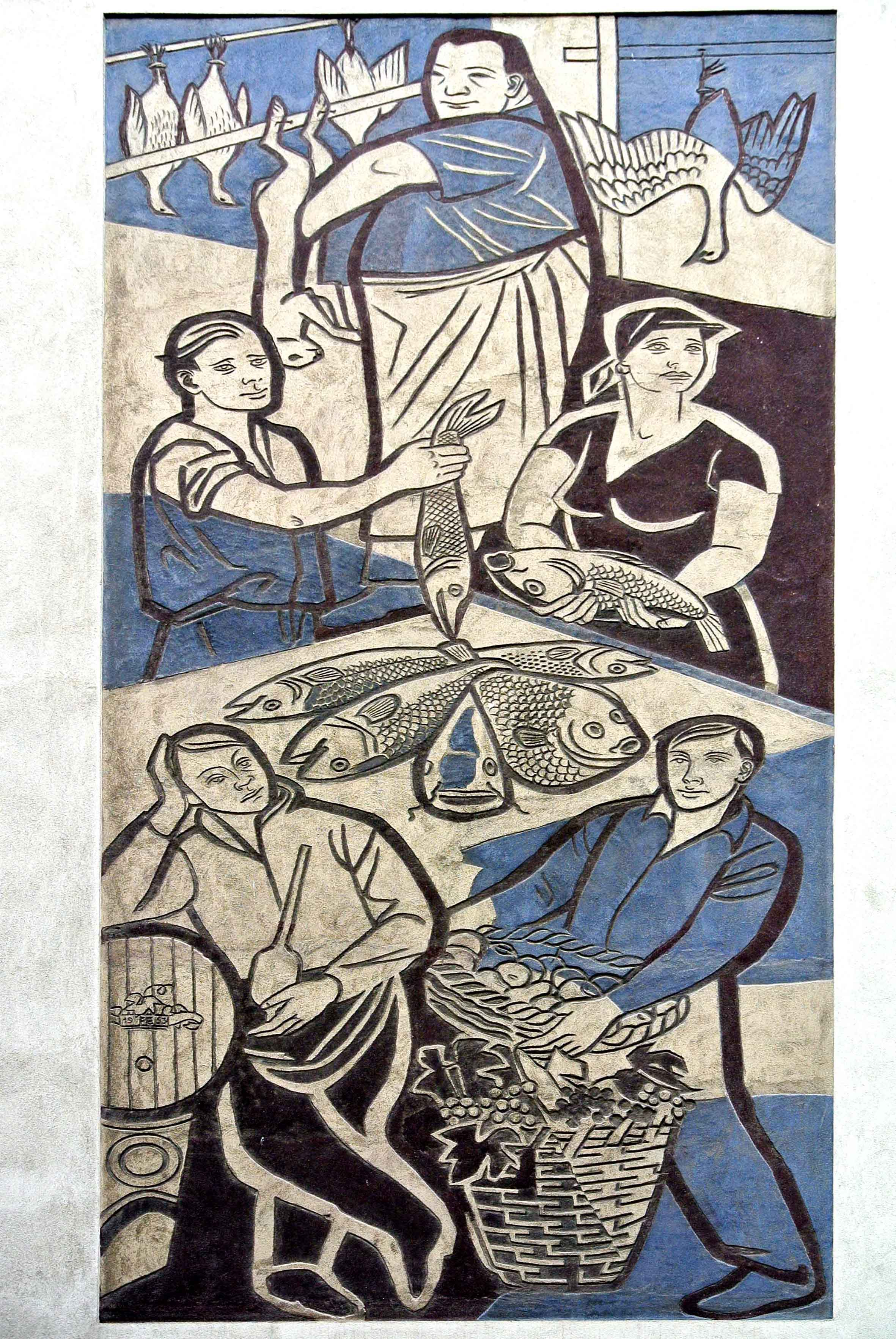
Sgraffito Versorgung der Stadt (Franz Elsner)